# 매직 넘버
매직 넘버(magic number)란 스포츠 리그에서 우승하거나, 다른팀을 앞서거나 포스트시즌 진출이나 승격, 잔류등 특정 자격에 대하여 앞으로 최소 몇경기만 이기면 어느팀을 상대로 이기든지 목표를 달성할 수 있는지를 나타내는 숫자이다. 반대로 최소 몇경기를 지면 다른팀의 경기에 상관없이 목표를 얻지 못하는 것은 트래직 넘버라고 한다.